# 851 Zeissia
A 851 Zeissia (ideiglenes jelöléssel 1916 S26) a Naprendszer kisbolygóövében található aszteroida. Szergej Beljavszkij fedezte fel 1916. április 2-án.